# Volodymyr Ostaptjuk
Volodymyr Valeriyovytj Ostaptjuk, född 28 september 1984 i Uman, är en ukrainsk programledare och komiker. Han programledde Eurovision Song Contest 2017 i Ukraina tillsammans med Oleksandr Skitjko och Timur Mirosjnytjenko.